# Národní stadion Vasil Levski
Národní stadion Vasil Levski (bulharsky Национален стадион „Васил Левски“) je sportovní stadion v bulharském hlavním městě Sofii, na němž hraje své domácí zápasy bulharská fotbalová reprezentace. Nachází se v centru města blízko parku Borisova gradina.
Stadion má kapacitu 43 230 diváků, jedná se o největší fotbalový stadion v zemi. Byl otevřen v roce 1953, pojmenován je podle bulharského národního hrdiny Vasila Levského. Je vybaven atletickým oválem a pořádají se zde také hudební koncerty.
V roce 1977 hostil stadion atletické soutěže světové univerziády, na které překonal kubánský běžec Alberto Juantorena časem 1:43,44 světový rekord v běhu na 800 metrů.[zdroj?]

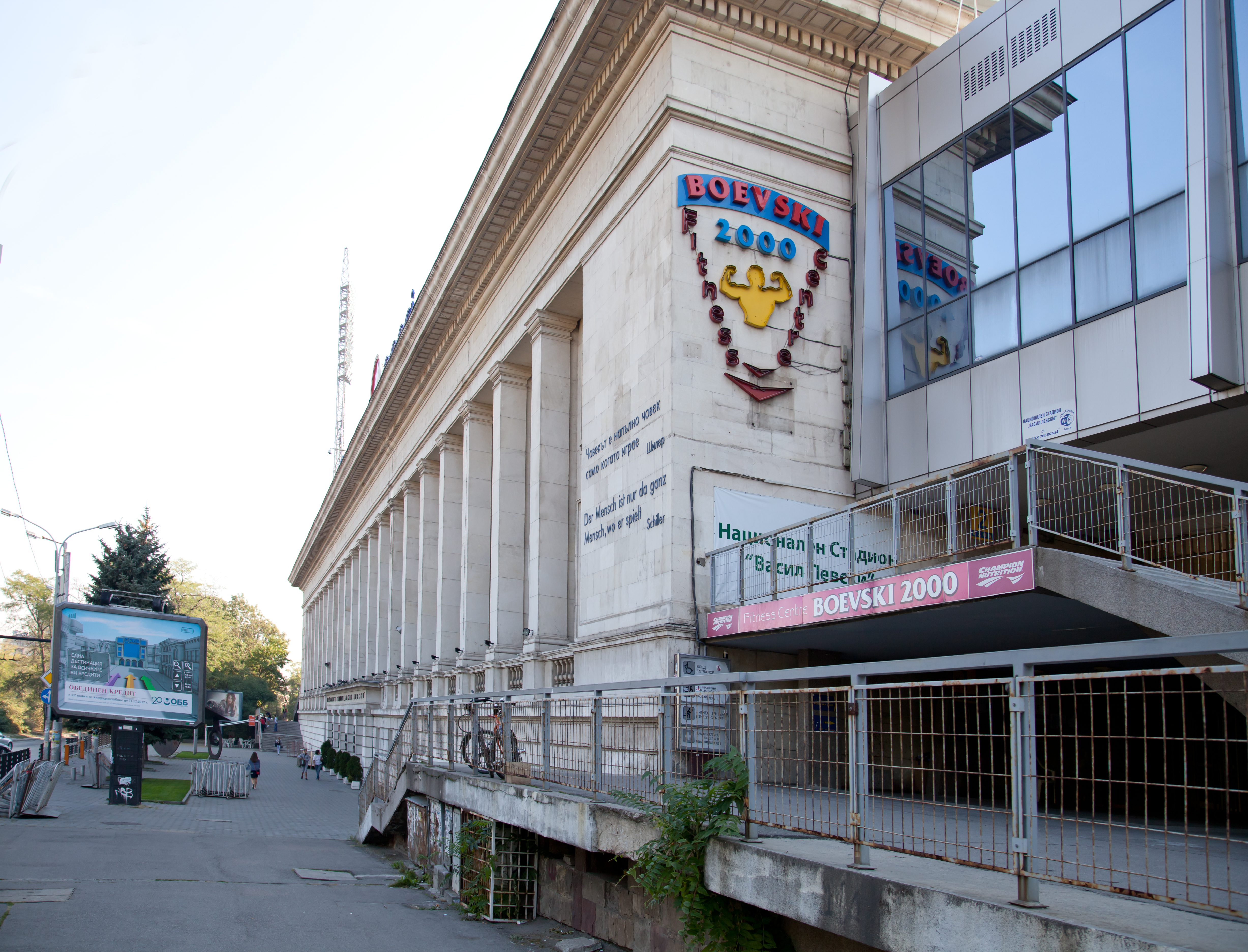
Vchod na stadion